# Asteralobia soyogo
Asteralobia soyogo är en tvåvingeart som först beskrevs av Kikuti 1939.  Asteralobia soyogo ingår i släktet Asteralobia och familjen gallmyggor. Inga underarter finns listade i Catalogue of Life.